# زن با خون قرمز
«زن با خون قرمز» تک‌آهنگی از هنرمند اهل استرالیا کایلی مینوگ است که در سال ۲۰۰۴ میلادی منتشر شد. این تک‌آهنگ در آلبوم زبان بدن قرار داشت.
این تک‌آهنگ در چارت‌های استرالیا، اسکاتلند، بریتانیا، ایرلند، اسپانیا جزو ده ترانه اول قرار گرفت.